# Papiro Harris 500
El papiro Harris 500 es un documento del Antiguo Egipto, que recoge varios textos literarios, entre los que se encuentran los poemas de amor egipcios más antiguos. Se conserva en el British Museum con el número 10060.
El papiro era parte de la colección de Anthony Charles Harris (1790-1869) que fue adquirida después de su muerte por el Museo Británico. Según los informes, el papiro estaba intacto cuando fue descubierto pero resultó dañado por una explosión que destruyó el edificio donde se guardaba en Alejandría. Existían rumores de que Harris había realizado una copia, pero nunca ha sido encontrada. Fue transcrito y traducido por primera vez por Gaston Maspero en 1883.

## Descripción
Es un papiro de principios de la dinastía XIX (durante el reinado de Seti I o Ramsés II) que se encuentra muy deteriorado. Los poemas tienen muchos defectos, como lagunas y errores cometidos por los escribas.
Mide 143,5 × 20,3 cm y está escrito en hierático por las dos caras. Ambas partes están divididas en ocho columnas. 

### Anverso
Contiene tres secciones con poemas de amor.
Primer grupo
Se trata de ocho poesías sin ilación entre ellas. Cuatro de ellos están puestas en boca de una muchacha (1, 2, 4 y 8), y el resto en la de un varón (3, 5, 6 y 7). El título original de este grupo no se conserva, pero Siegfried Schott los coloca juntos bajo el título moderno Poder del amor.
Segundo grupo
Tiene ocho poesías con una introducción común y la misma temática, aunque también independientes. Su título es Principio de los cantos amenos para el amante, tan elegido entre su corazón, cuando viene desde los campos abiertos, también están en palabras de una joven. También figura el Canto del arpista, aunque no es una canción de amor. 
Tercer grupo
Tiene tres poemas que comienzan con el nombre de una flor. Los dos primeros están completos, pero del último solo hay fragmentos.

### Reverso
Contiene dos cuentos: la toma de Yapu y la Historia del príncipe predestinado. 
La primera ocupa las tres primeras columnas y narra la captura de la ciudad de Yapu (hoy Jaffa) por el general Djehuti durante el reinado de Tutmosis III. 
La segunda historia está incluida en las columnas 4 a 8. Trata sobre un príncipe, hijo único del faraón, a quien se profetiza una muerte extraña. Está incompleto, se ha perdido el final.

### Citas
1. ↑   Baikie: op. cit., pág. 65.
2. ↑  Maspero: op. cit., pág. 185.
3. ↑  Lichtheim: op. cit., pág. 194.
4. 1 2  López: op. cit.